# Sporting Clube Farense
Maillots
Actualités
Le Sporting Clube Farense, également appelé SC Farense, est un club de football portugais basé dans la ville de  Faro, au Portugal. Le club est surnommé Leoes de Faro (en français : Lions de Faro).
Le club est présidé par Joao Rodrigues et est actuellement dirigé par José Mota, il joue ses matchs à domicile à l'Estadio de Sao Luis, doté d'une capacité de 7 000 places.

## Historique
Créé le 1er avril 1910, le club passe 24 saisons en première division portugaise.
Il obtient son meilleur résultat en prem division portugaise lors de la saison 1994-1995, où il se classe cinquième  du championnat, avec 16 victoires, 5 matchs nuls et 13 défaites.
La dernière présence en 1re division du SC Farense remonte à la saison 2001-2002.
Le SC Farense évolue pour la dernière fois en deuxième division portugaise lors de la saison 2002-2003.
Le 1er avril 2013, le prestigieux Sporting Clube de Portugal adresse ses félicitations au SC Farense, sa filiale n°2, pour ses 103 années d'existence.
Le club évolue de nouveau en première division lors de la saison 2020-2021 après sa deuxième  place acquise lors de l'exercice 2019-2020 synonyme de montée, mais est finalement relégué en terminant 17e, avec 31 points. Le club retourne alors en deuxième division pour deux saisons et parvient à assurer de nouveau sa promotion dans l'élite du football portugais en terminant deuxième lors de la saison 2022-2023.

## Dates clés
- 1910: Fondation du club
- 1970: 1re participation au championnat de 1re division
- 1995: 1re participation à une Coupe d'Europe (C3, saison 1995/96)
- 2001 : Promotion en D1 portugaise
- 2002 : Relégation en D2 portugaise
- 2020 : Promotion en D1 portugaise
- 2021 : Relégation en D2 portugaise
- 2023 : Promotion en D1 portugaise

## Palmarès et parcours européen

### Palmarès
| Compétitions nationales                                                                                            | Compétitions internationales |
| - Coupe du Portugal - Finaliste : 1990 - Championnat du Portugal de deuxième division - Vice champion : 2020, 2023 |                              |

### Parcours européen
| Saison    | Compétition | Tour         | Club               | Domicile | Extérieur | Total |
| --------- | ----------- | ------------ | ------------------ | -------- | --------- | ----- |
| 1995-1996 | Coupe UEFA  | Premier tour | Olympique lyonnais | 0 - 1    | 0 - 1     | 0 - 2 |

Légende
- Victoire ou qualification pour le tour suivant
- Match nul
- Défaite ou élimination de la compétition

## Entraîneurs
- 1966-67 :  Iosif Fabian
- 1989-99 :  Paco Fortes
- 2002 :  Hajry Redouane
- 2002-03 :  Paco Fortes

## Bilan saison par saison
| Saison    | I   | II  | III | IV  | V   |
| 1960-1961 |     | 2   |     |     |     |
| 1961-1962 |     | 3   |     |     |     |
| 1962-1963 |     | 9   |     |     |     |
| 1963-1964 |     | 5   |     |     |     |
| 1964-1965 |     | 14  |     |     |     |
| 1965-1966 |     |     | 2   |     |     |
| 1966-1967 |     |     | 1   |     |     |
| 1967-1968 |     |     | 1   |     |     |
| 1968-1969 |     |     | 1   |     |     |
| 1969-1970 |     | 1   |     |     |     |
| 1970-1971 | 11  |     |     |     |     |
| 1971-1972 | 9   |     |     |     |     |
| 1972-1973 | 11  |     |     |     |     |
| 1973-1974 | 7   |     |     |     |     |
| 1974-1975 | 11  |     |     |     |     |
| 1975-1976 | 15  |     |     |     |     |
| ...       | ... | ... | ... | ... |     |
| 1983-1984 | 12  |     |     |     |     |
| 1984-1985 | 14  |     |     |     |     |
| 1985-1986 |     | ... |     |     |     |
| 1986-1987 | 15  |     |     |     |     |
| 1987-1988 | 12  |     |     |     |     |
| 1988-1989 | 18  |     |     |     |     |
| 1989-1990 |     | ... |     |     |     |
| 1990-1991 | 11  |     |     |     |     |
| 1991-1992 | 6   |     |     |     |     |
| 1992-1993 | 6   |     |     |     |     |
| 1993-1994 | 8   |     |     |     |     |
| 1994-1995 | 5   |     |     |     |     |
| 1995-1996 | 10  |     |     |     |     |
| 1996-1997 | 11  |     |     |     |     |
| 1997-1998 | 14  |     |     |     |     |
| 1998-1999 | 11  |     |     |     |     |
| 1999-2000 | 14  |     |     |     |     |
| 2000-2001 | 13  |     |     |     |     |
| 2001-2002 | 17  |     |     |     |     |
| 2002-2003 |     | 12  |     |     |     |
| 2003-2004 |     |     | 17  |     |     |
| 2004-2005 |     |     |     | 15  |     |
| ...       | ... | ... | ... | ... | ... |
| 2007-2008 |     |     |     |     | 1   |
| 2008-2009 |     |     |     | 4   |     |
| 2009-2010 |     |     |     | 4   |     |
| 2010-2011 |     |     | 12  |     |     |
| 2011-2012 |     |     |     | 1   |     |
| 2012-2013 |     |     | 1   |     |     |
| 2013-2014 |     | 10  |     |     |     |
| 2014-2015 |     | 11  |     |     |     |
| 2015-2016 |     | 20  |     |     |     |
| 2016-2017 |     |     | 1   |     |     |
| 2017-2018 |     |     | 1   |     |     |
| 2018-2019 |     | 10  |     |     |     |
| 2019-2020 |     | 2   |     |     |     |
| 2020-2021 | 17  |     |     |     |     |
| 2021-2022 |     | 11  |     |     |     |
| 2022-2023 |     | 2   |     |     |     |
| 2023-2024 | 10  |     |     |     |     |